# Доминик Бартелеми
Доминик Бартелеми (на френски: Dominique Barthélemy) е френски историк.

## Биография
Роден е на 7 октомври 1953 година. През 1972 година завършва Екол нормал, където негови научни ръководители са Жорж Дюби и Пиер Тубер. Изследванията му са главно в областта на обществените отношения през Средновековието в Северна Франция. Преподава в Университета „Париж-Изток Кретей Вал-де-Марн“, а след това и в Университета „Пари-Сорбон“.